# آسمان‌نویس
آسمان‌نویس (انگلیسی: Skywriter) هفتمین آلبوم استودیویی جکسون فایو است که توسط موتاون در ۲۹ مارس ۱۹۷۳ منتشر شد.